# Ketos (metabolt tillstånd)
Ketos är ett metabolt tillstånd som uppstår när levern i stor omfattning frisätter ketonkroppar i blodet. Triglycerider (fett) bryts ned till fettsyror och dessa omvandlas i sin tur till ketonkroppar av levern. Ketos inträder vid fasta och kan leda till att man får en andedräkt med en lukt av aceton.
Fettvävnad består av specialiserade celler som lagrar energi i form av triglycerider och släpper dessa med hydrolys i en process kallad lipolys, vilken ger tre fettsyror och en glycerolmolekyl per triglycerid. Dessa ketonkroppar är en biprodukt av den metaboliska process där fettet konverteras till energi.
När ketos sker okontrollerat, som exempelvis vid obehandlad diabetes mellitus typ I,  ansamlas ketonkroppar i stor mängd i blodet. Eftersom två av ketonkropparna är syror, specifikt acetoacetat och beta-hydroxibutyrat, leder detta efterhand till ketoacidos. Vid fasta eller svält sker dock ketonkroppsfrisättningen kontrollerat och därmed undviks acidos.

## Ketogenes

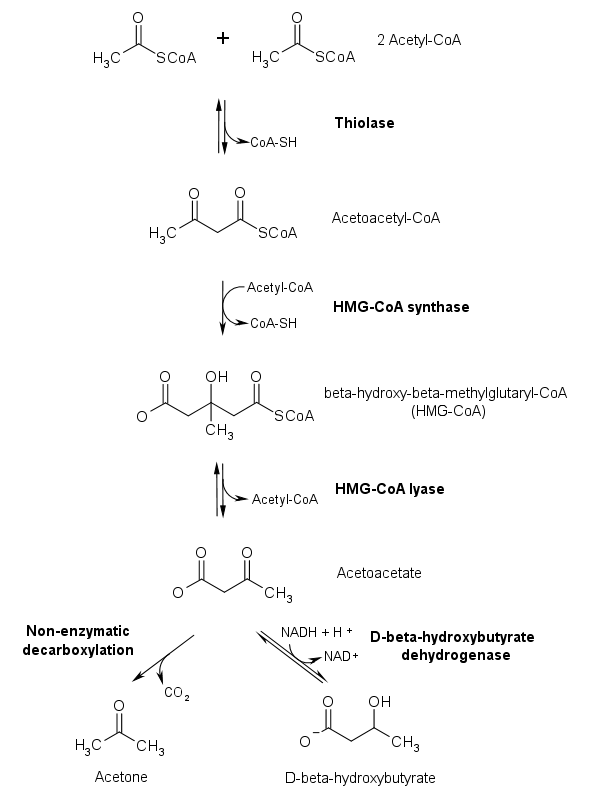
Reaktionsvägar i ketogenesen.

Under fasta eller omständigheter med låga glukosnivåer i blodet kommer levern att fyllas av fria fettsyror som mobiliserats från fettvävnaderna. När fettsyrorna bryts ner av levern ökar nivåerna av acetyl-CoA, vilket hämmar pyruvatdehydrogenaskomplexet, och aktiverar istället pyruvatkarboxylasenzymer, som behövs för att bilda oxaloacetat. Detta oxaloacetat används främst i glukoneogenes och inte i citronsyracykeln eftersom kroppen vill kompensera för de låga blodsockernivåerna och därför bilda glukos.
Beta-oxidationen av fettsyror genererar stora mängder NADH från NAD+. Detta förskjuter balansen på malatdehydrogenas-enzymets reaktion, och det börjar arbeta för att ombilda oxaloacetat till malat, istället för tvärtom. Detta gör att det acetyl-CoA som finns tillgängligt i cellerna går till ketogenes istället för in i citronsyracykeln. Reaktionerna då acetyl-CoA sedan omvandlas till ketonkroppar kan delas in i följande steg:
1. Syntes av acetoacetyl-CoA sker genom att tiolas (från betaoxidationen) arbetar baklänges.
2. Acetoacetyl-CoA med acetyl-CoA omvandlas till 3-hydroxi-3-metylglutaryl-CoA (HMG-CoA) med enzymet HMG-CoA-syntas (HMG-CoA är dessutom en byggsten i nysyntesen av kolestrol). Det fria CoA som bildas här går till beta-oxidationen där det används för att reaktionen skall kunna fortgå.
3. HMG-CoA klyvs till acetoacetat och acetyl-CoA med HMG-CoA-lyas.
4. Acetoacetatet reduceras av 3-hydroxibutyratdehydrogenas till 3-hydroxibutyrat med NADH som elektrondonator.
  1. Acetoacetatet kan även dekarboxyleras spontant, vilket ger aceton och bikarbonat. Acetonet är flyktigt, och är orsaken till att personer med svår ketoacidos luktar aceton på andedräkten.

## Ketolys
Nedbrytningen av ketokroppar kallas för ketolys. Acetoacetatet och 3-hydroxibutyratet lämnar levern och förs med blodomloppet till kroppens vävnader. Därefter bryts de ner i följande steg:
1. 3-hydroxibutyrat bryts ner till acetoacetat, vilket genererar NADH.
2. Acetoacetat från 3-hydroxubutyrat och från levern går in i vävnadernas citronsyracykel där de förestras med CoA från succinyl-CoA vilket bildar acetoacetyl-CoA och succinat.
3. Acetoacetyl-CoA bryts ner till två acetyl-CoA, som kan gå in i citronsyracykeln.

## Metabolism
Medicinska institutioner anser att ketos är ett fysiologiskt tillstånd associerat med kronisk svält. Glukos (druvsocker) anses vara den föredragna källan till energi för alla kroppens celler, och ketos ses som en krisreaktion på kroppens brist på kolhydrater i kosten. Under senare år har dessa synsätt, både kroppens preferens för glukos och farorna associerade med ketos, ifrågasatts av vissa läkare.

## Veterinärmedicin
Ketos är ett hälsoproblem hos mjölkkor som vanligtvis uppstår några veckor efter kalvningen. En studie från 2011 kom fram till att det beror på vilken sorts fett kon använder för att producera mjölkfett om hon får ketos eller ej. Kor som får ketos brukar mobilisera mycket kroppsfett, medan hälsosamma djur använder mer fosfatidylkolin från blodet som leverantör av fettsyror. Hälsosamma djur har mycket glycerofosfokolin och lite fosfokolin i mjölken.